# Вивипарија
Вивипарија је једна од репродуктивних стратегија код животиња.
Вивипарија представља развиће ембриона унутар тела мајке као и рађање живих младих јединки супротно од овипарије.
Репродуктивно развиће путем вивипарије постоји у свим основним групама кичмењака изузев птица, а развиће ембриона је по правилу у јајоводу. При томе ембрион прима хранљиве супстанце од мајке, најчешће преко плаценте омогућавајући близак контакт њихових крвотока.